# دنیل نیومن
دنیل کریستوفر نیومن (انگلیسی: Daniel Christopher Newman؛ زادهٔ June 14th, 1981 (age 37)) هنرپیشه، مدل، موسیقی‌دان اهل ایالات متحده آمریکا است.
او در فیلم سقوط کردن بازی کرده است.